# Plantigrade

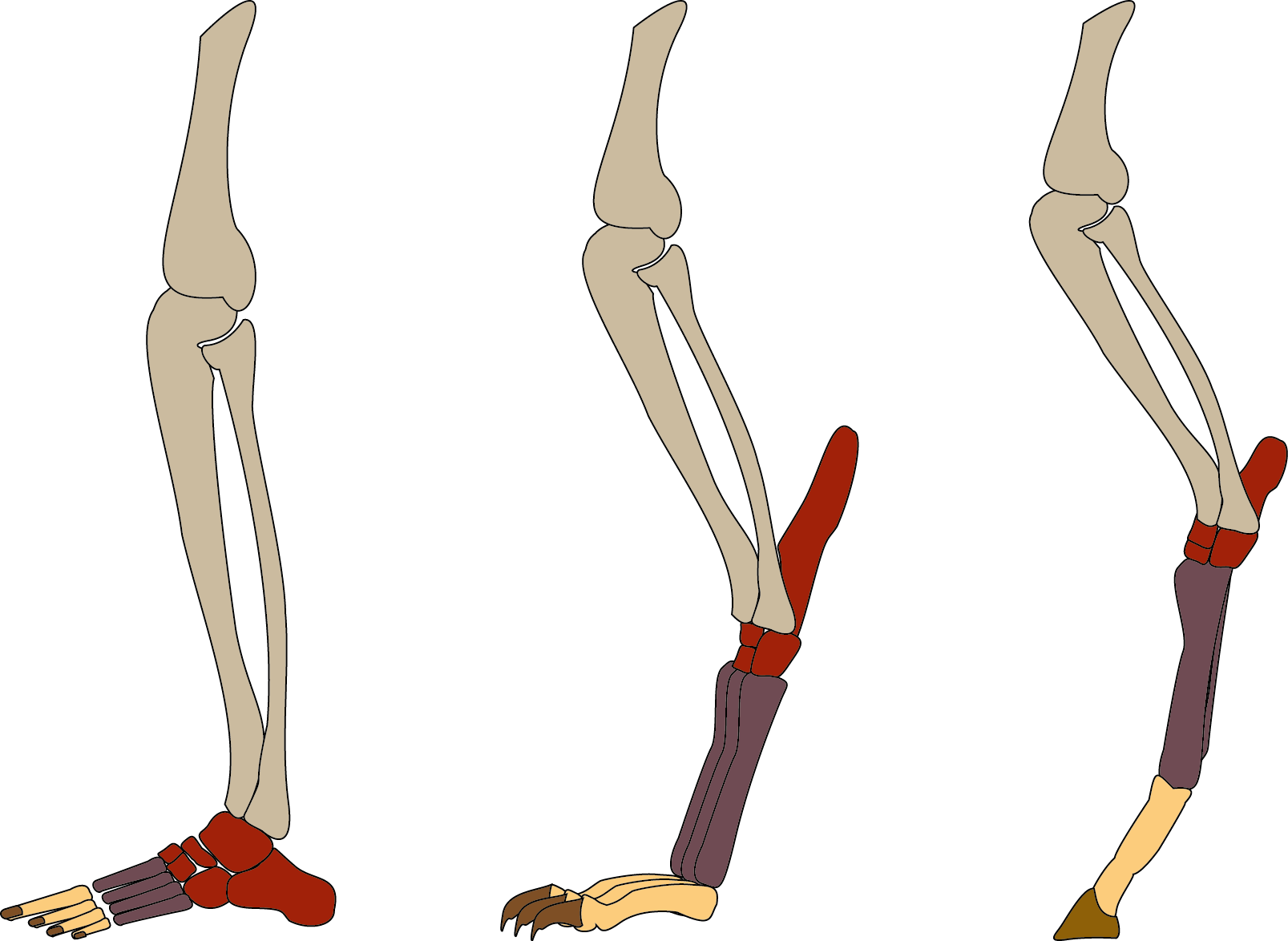
Les différents types de locomotions chez les vertébrés terrestres. De gauche à droite : plantigrade, digitigrade et onguligrade. En rouge le basipode, en violet le métapode, en jaune l'acropode (phalanges), en marron les phanères terminales kératinisées.

Chez les vertébrés terrestres, le mode de locomotion plantigrade (du latin planta, « plante », et gradior, « marcher ») ou plantigradie correspond à une façon de marcher en posant toute la plante et le métatarse du pied sur le sol. Ce caractère peut être partiel (semi-plantigradie) ou total.
Les êtres humains sont un exemple d'espèce plantigrade, au même titre que de nombreux mammifères : les ratons laveurs, les opossums, les ours, les lapins, les souris, les pandas, les rats, les belettes, les mouffettes, les blaireaux, les hérissons et les pangolins. Ces animaux pratiquent la marche, avec le pas comme allure normale.